# Vroedmeesterpadden
Vroedmeesterpadden (Alytes) zijn een geslacht van kikkers uit de familie Alytidae (vroeger: Discoglossidae). De wetenschappelijke naam werd gepubliceerd in 1830 door Johann Georg Wagler.

## Voortplanting
Mannelijke vroedmeesterpadden hebben de kenmerkende gewoonte om de eiersnoeren om de achterpoten te wikkelen. Ze lopen hiermee rond tot de eieren bijna zijn ontwikkeld. De larven hebben oppervlaktewater nodig voor de laatste fase van hun ontwikkeling. Tegen deze tijd gaat het mannetje op zoek naar oppervlaktewater. Een enkel mannetje kan de legsels van meerdere vrouwtjes dragen, het aantal eitjes kan oplopen tot veertig stuks zodat het mannetje soms half bedekt is met de eiermassa.

## Verspreiding en leefgebied
Er zijn zes soorten, die leven in Europa, in noordwestelijk Afrika en in Mallorca. In Nederland en België komt ook een soort voor: de vroedmeesterpad.  De vroedmeesterpad komt ook voor in de Pyreneeën en is te vinden op hoogtes van 1500 tot 1800 meter boven zeeniveau. Overdag verbergt de vroedmeesterpad zich onder stenen, boomstammen of zelf gegraven tunneltjes in een droog zanderige grond waar ze gemakkelijker kunnen graven met hun voorpoten en snuit. Enkel tijdens de schemering zal de kikker zijn schuilplaats verlaten om voedsel te zoeken maar keert tegen de zonsopgang terug naar zijn schuilplaats. Tijdens de winterperiode overwintert de kikker in zijn zelf gegraven hol of in een hol dat is verlaten door zijn vorige eigenaar.

## Soorten
- Alytes almogavarii
- Alytes cisternasii – Iberische vroedmeesterpad
- Alytes dickhilleni – Andalusische vroedmeesterpad
- Alytes maurus
- Alytes muletensis – Balearenpad
- Alytes obstetricans – Vroedmeesterpad